# Chirita
Chirita (Chirita) je bývalý rod rostlin z čeledi podpětovité. V klasickém pojetí zahrnoval asi 150 druhů s rozšířením od Indie po jihovýchodní Asii. Zástupci řazení do tohoto rodu jsou většinou vytrvalé byliny s olistěnými stonky nebo s přízemní růžicí listů. Listy jsou jednoduché, většinou vstřícné. Květy jsou dvoupyské, různých barev. Ve studii z roku 2011 byly druhy rodu chirita rozřazeny do celkem 6 rodů: Damrongia, Henckelia, Primulina, Microchirita, Liebigia a Codonoboea.

## Popis
Chirity jsou vytrvalé nebo pouze výjimečně jednoleté byliny rostoucí na zemi nebo na skalách. Stonek jsou jednoduchý nebo větvený nebo chybí a listová růžice je přisedlá. Často mají oddenky. Listy jsou nejčastěji v přízemní růžici nebo vstřícné, řidčeji přeslenité nebo střídavé. Na bázi jsou klínovité až srdčité. Většinou jsou chlupaté. Květenství jsou husté nebo řídké úžlabní vrcholíky, připomínající okolík a složené z 1 až mnoha květů. Kalich je pravidelný nebo slabě dvoustranně souměrný, dělený na 5 stejných nebo nestejných laloků. Koruna je nejčastěji purpurová, modrá, bílá, žlutá nebo růžová, souměrná, uvnitř chlupatá nebo lysá. Korunní trubka je nálevkovitě trubkovitá, zvonkovitá nebo válcovitá, delší než korunní cípy, bez ostruhy a neztlustlá. Horní pysk je dvoulaločný, spodní je trojlaločný a 2 až 3,5x delší než horní. Tyčinky jsou 2 a jsou asi v polovině nebo nad ní přirostlé ke korunní trubce. Nevyčnívají z květů. Většinou jsou přítomny 3 patyčinky. Semeník je čárkovitý, jednokomůrkový nebo zřídka dvoukomůrkový. Na vrcholu čnělky je dvoulaločná nebo nedělená blizna. Tobolky jsou čárkovité až velmi úzce vejčité, přímé, mnohem delší než kalich, pukající 2 nebo 4 nestáčejícími se chlopněmi. Obsahují mnoho semen bez přívěsků.

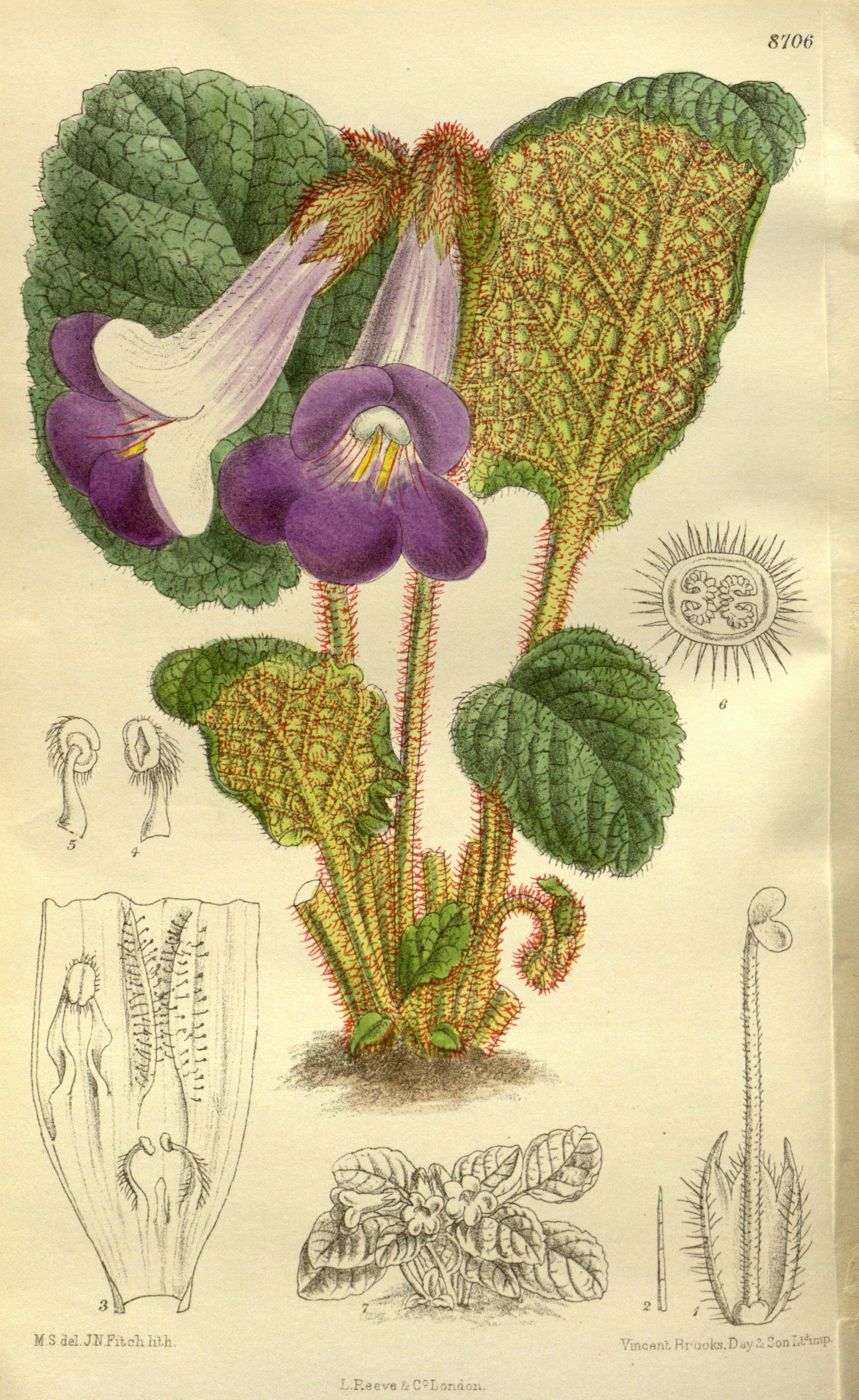
Henckelia speciosa (syn. Chirita trailliana)
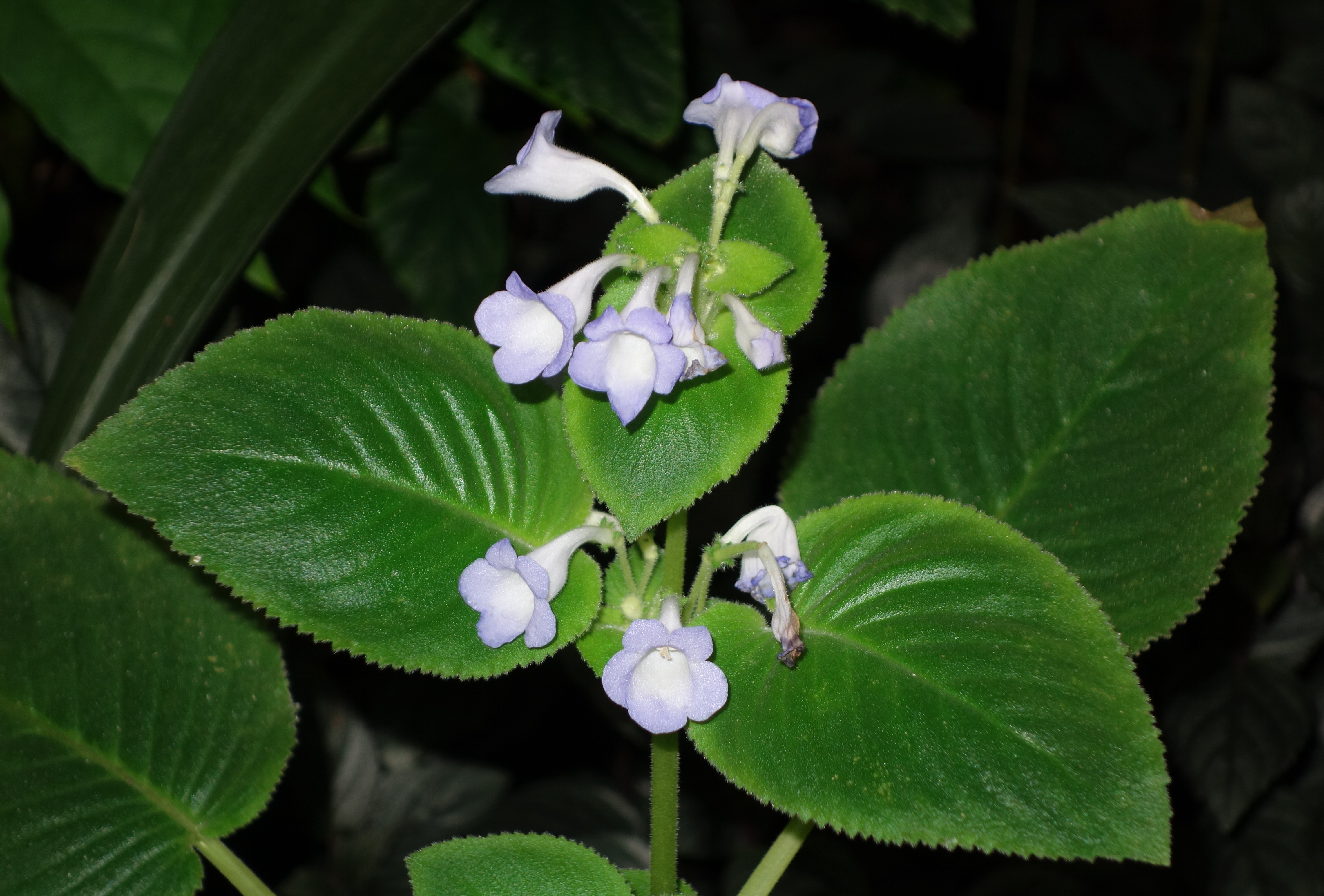
Microchirita lavandulacea (syn. Chirita lavandulacea)
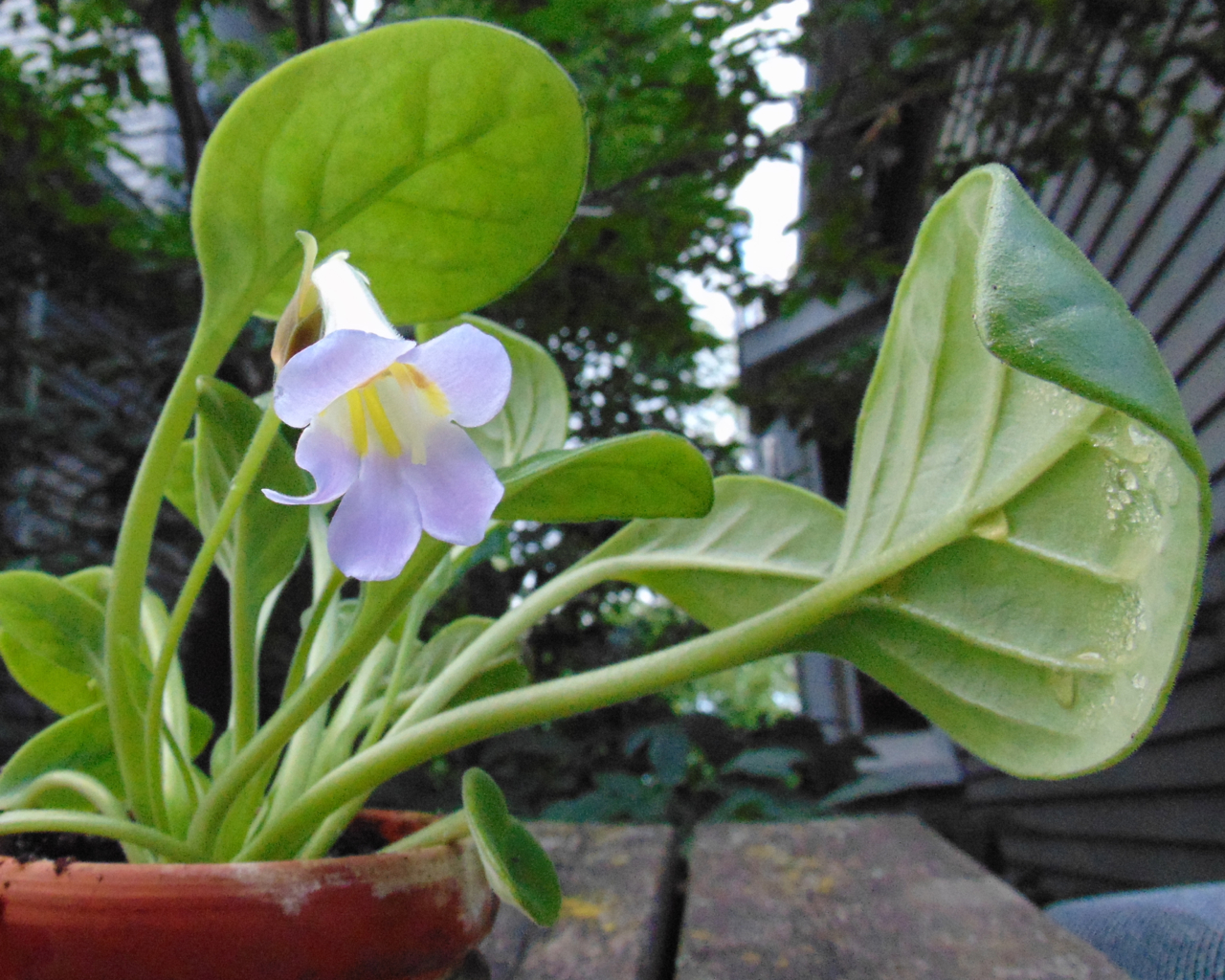
Primulina spadiciformis (syn. Chirita spadiciformis)
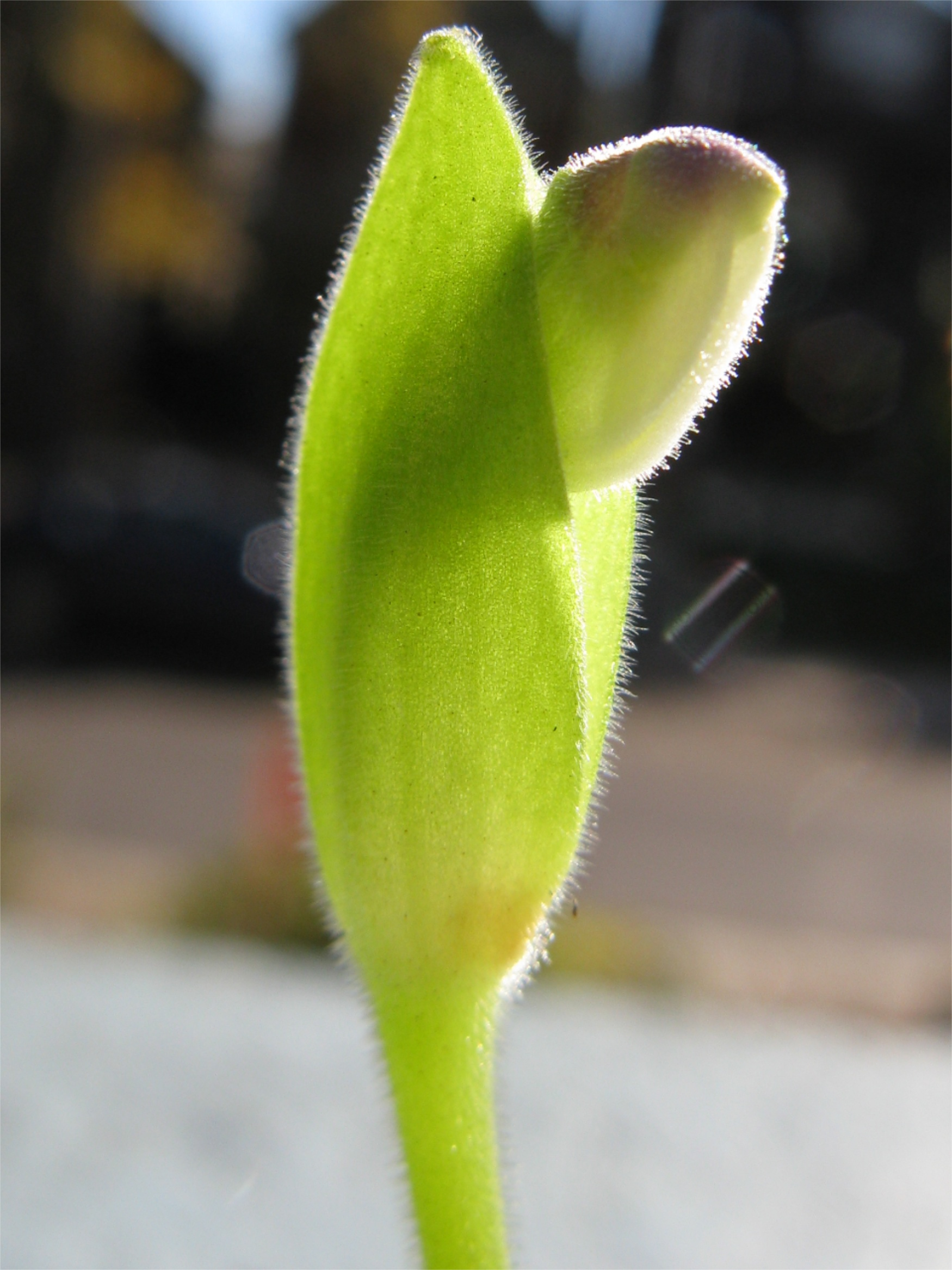
Poupě Primulina spadiciformis (syn. Chirita spadiciformis)

## Rozšíření
Rod chirita v tradičním pojetí zahrnuje asi 140 až 150 druhů. Je rozšířen pouze v Asii od Indie a Srí Lanky přes jižní Čínu a kontinentální j jihovýchodní Asii po Sumatru a Jávu. V samotné Číně se vyskytuje 99 druhů.

## Taxonomie
Rod Chirita popsal v roce 1822 David Don. Později bylo provedeno několik revizí.
V roce 1974 bylo známo asi 77 druhů, od té doby bylo popsáno množství nových druhů zejména z Číny. 
Rod byl tradičně řazen do podčeledi Didymocarpoideae a dělen do 3 sekcí: Chirita
sect. Chirita, Chirita sect. Gibbosaccus a Chirita sect. Microchirita. Fylogenetické studie, publikované mezi lety 2003 a 2011, prokázaly, že rod Chirita ani některé z jeho sekcí nejsou monofyletické. Výsledkem studie z roku 2011 jsou velké přesuny mezi různými rody podčeledi Didymocarpoideae. Rod Chirita jako takový byl zrušen a druhy z něj byly přeřazeny do celkem 6 rodů.
- Henckelia - rod zahrnuje 56 druhů a vyskytuje se v oblasti od Srí Lanky a Indie po Vietnam a Thajsko. Zahrnuje část sekce Chirita sect. Chirita, Hemiboeopsis longisepala, 14 druhů z rodu Henckelia z jižní Indie a Srí Lanky (zbývající druhy rodu Henckelia byly přeřazeny do rodu Codonoboea podobně jako Chirita elata a Ch. humilis). Rostou v půdě nebo na skalách na nevápencových podkladech.
- Damrongia - 6 druhů rozšířených v Thajsku a na Malajském poloostrově. Byla sem přeřazena část druhů z Chirita sect. Chirita. Vytrvalé byliny s přízemní růžicí listů a bez stonku. Stínomilné rostliny rostoucí na vápencích.
- Microchirita - 18 druhů rozšířených od Indie po Borneo, Sumatru a Jávu. Zahrnuje bývalou sekci Chirita sect. Microchirita. Jednoleté nebo vytrvalé byliny s dužnatými stonky. Rostou na vápencových skalách v lesích nebo na otevřených místech.
- Liebigia - 12 druhů vyskytujících se na Sumatře, Jávě a Bali. Zahrnuje část Chirita sect. Chirita. Jsou to velké byliny se stonky dorůstajícími výšky až 2 metry. Lesní rostliny, rostoucí na kyselých půdách.
- Primulina - 131 druhů v západní a jižní Číně a Vietnamu. Je sem zahrnut bývalý rod Chiritopsis, Wentsaiboea renifolia, W. luochengensis, Primulina a Chirita sect. Gibbosaccus. Vytrvalé byliny s přízemní růžicí listů, rostoucí na vápencích.[3]

## Význam

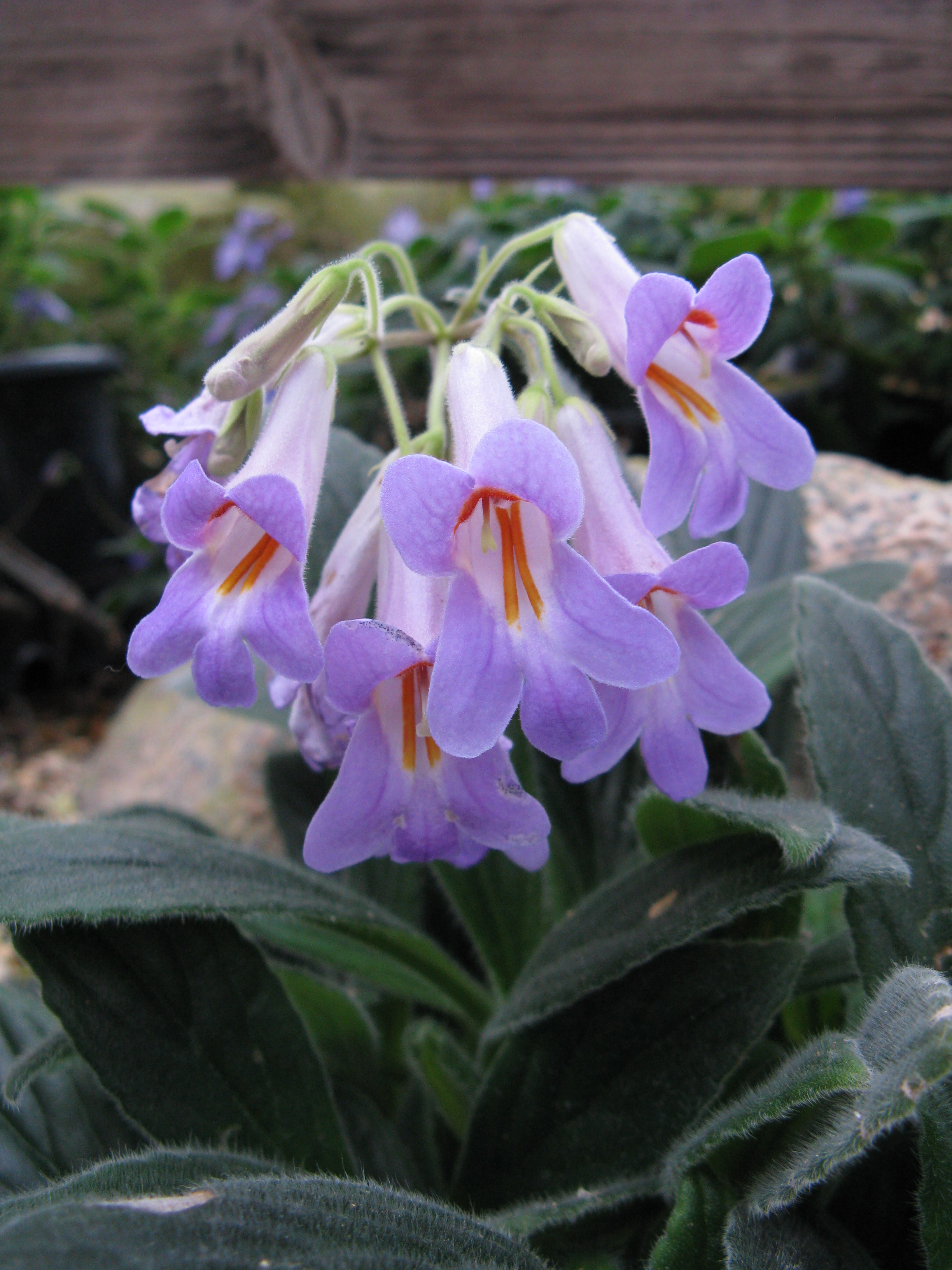
Kříženec Primulina (Chirita) linearifolia x sinensis

Některé druhy jsou atraktivně kvetoucí rostliny. Byla též vyšlechtěna řada kříženců a kultivarů. Mimo skleníky botanických zahrad se s nimi lze setkat zřídka. Více druhů chirit je např. ve sbírkách Pražské botanické zahrady v Tróji.